# Taoufik Baccar
Taoufik Baccar (arabisch توفيق بكار, DMG Taufīq Bakkār; * 4. Juli 1950 in Chenini, Gouvernement Tataouine) ist ein tunesischer Politiker der Konstitutionellen Demokratischen Sammlung RCD (Rassemblement constitutionnel démocratique), der von 1995 bis 1999 Minister für wirtschaftliche Entwicklung, 1999 bis 2004 Finanzminister sowie zwischen 2004 und 2011 Gouverneur der Banque Centrale de Tunisie war.

## Leben
Baccar absolvierte nach dem Schulbesuch ein Studium der Wirtschaftswissenschaften an der Universität Tunis, das er 1972 mit einem Magister abschloss. Ein darauf folgendes postgraduales Studium an der Nationalen Verwaltungsschule (École nationale d’administration) beendete er 1975 mit einem Diplom. Anschließend wurde er Mitarbeiter im Minister für Planung und Finanzen und war dort zuletzt zwischen 1986 und 1988 Generaldirektor für menschliche Ressourcen. Nachdem er von 1988 bis 1990 Leiter des Büros für berufliche Bildung und Beschäftigung war, wurde er Mitarbeiter des neu geschaffenen Ministeriums für Planung und regionale Entwicklung und danach 1992 Vize-Gouverneur der Weltbank und Präsident der Arabischen Agentur für Investitionen und landwirtschaftliche Entwicklung.
1995 wurde Baccar als Minister für wirtschaftliche Entwicklung in das Kabinett von Premierminister Hamed Karoui und übte dieses Amt bis zum Ende von dessen Amtszeit im November 1999 aus. In der nachfolgenden Regierung von Premierminister Mohamed Ghannouchi übernahm er zwischen November 1999 und 2004 das Amt des Finanzministers.
Nach seinem Ausscheiden aus der Regierung Ghannouchi wurde Baccar 2004 Nachfolger von Mohamed Daouas als Gouverneur der Zentralbank (Banque Centrale de Tunisie) und bekleidete dieses Amt bis zu seiner Ablösung durch Mustapha Kamel Nabli 2011.
Baccar, der auch Mitglied des Zentralkomitees der Konstitutionellen Demokratischen Sammlung RCD (Rassemblement constitutionnel démocratique) war, wurde für seine Verdienste zum Großoffizier des Ordens der Republik sowie Kommandeur des Ordens des 7. November.